# Tachydromia parva
Tachydromia parva is een vliegensoort uit de familie van de Hybotidae. De wetenschappelijke naam van de soort is voor het eerst geldig gepubliceerd in 1970 door Chvala.